# Giselberto de Maasgau e Darnau
Giselberto de Maasgau e Darnau (c. 825 - 875) Conde de Maasgau foi um nobre da Alta Idade Média francesa, tendo sido vassalo de Carlos II de França (Frankfurt-am-Main, 13 de junho de 823 — 6 de outubro de 877). O seu condado localizava-se na parte inferior Meuse.

## Biografia
O passado profundo de Giselberto não está completamente esclarecido, no entanto e à semelhança do nome de seu filho Reginaldo I de Langhals ("Ragnar") tem sido usado como um argumento para sugerir uma origem viquingue. 
Outra possibilidade é que ele estava relacionado a um homem chamado Reginar, filho de Meginhere (um nobre da corte de Carlos Magno) (c. 742 - 28 de janeiro de 814). Giselberto tinha servido o rei Lotário I  (795 — Prüm, 29 de Setembro de 855), mas desertou para prestar serviços ao meio irmão de Lotário I, Carlos, o Calvo durante a guerra civil de 840-843. 
Devido a este acontecimento as terras de Giselberto passaram o domínio de Lotário I e seus os direitos como condais foram revogadas. 
Em 846 Giselberto faz o rapto de Irmengarda da Alemanha, uma filha de Lotário I e da própria esposa de Lotário I, Ermengarda de Orleães e Tours, que levou para Aquitaina, tendo-se casado com Irmengarda da Alemanha numa tentativa de forçar Lotário I para reintegrá-lo no reino e a devolver-lhe os seus domínios.

## Relações familiares
Foi filho de Adalberto II de Mansuarie (842 - 842) e casado com Irmengarda da Alemanha (825 - 866), filha de Lotário I  (795 — Prüm, 29 de Setembro de 855) e de Ermengarda de Orleães e Tours (821 - 28 de setembro de 851), de quem teve:
1. Reginaldo I de Langhals[5][6][7] (c. 850 - 915) foi o duque da Lorena a partir de 910 e casado com Hersent de França (c. 865 -?), tida por filha do rei Carlos II de França.
2. Adalberto I de Maasgau casado com N de Sarre, tendo deste casamento nascido o Conde de  Bliesgau e Charmois, Erenfried I de Bliesgau e Charmois.